# بردترک
بردترک" روستایی از توابع بخش مرکزی شهرستان سپیدان در استان فارس می‌باشد.
بردترک" روستایی از توابع بخش مرکزی شهرستان سپیدان که در دامنه کوه باغ و در میان دو رودخانه به نام رودشیر و رودچهل چشمه قرار گرفته‌است. شغل اکثر مردم این روستا دامداری و کشاورزی وباغداری می‌باشد، مردم این روستا از طایفه غوری می‌باشند وقدمت تاریخی این روستا با توجه به آثار به دست آمده به دوره ساسانیان برمیگردد.وجه تسمیع این روستااز انجا که این منطقه کوهستانی و دارای صخره‌هاوسنگهای بزرگ و شکسته می‌باشد و(سنگ)در زبان لری به معنی (برد)هست و(شکسته) به معنی (ترک) می‌باشد از این رو این منطقه به معنی (سنگ شکسته) که در زبان لری (بردترک)قرار گرفته‌است. تولیدات بخش کشاورزی و باغداری این روستا：تولید بیش از ۱۵۰تن گندم در سال،تولید پیش از ۱۰۰تن جو در سال،تولید بیش از ۵تن گردو در سال و تولید سیب،هلو،زردآلو،به،لوبیا،عدس ،نخود و... می‌باشد.این روستا دارای جاذبه‌های گردشگری فراوانی از جمله：تنگ بردترک ، تنگ باستانی زرلیلی ، رودشیر ، رودچهل چشمه ، باغات روستا و.... می‌باشد. ازجمله سوغات این روستا می‌توان به گردو،عسل طبیعی،بادام،روغن حیوانی و... اشاره کرد. آدرس این روستا： شهر اردکان به سمت روستای جوزکنگری و سپس به سمت کارخانه کبریت سازی سپیدان  سابق بعد به سمت گردنه ریزانبوه، مسیر سمت چپ،روستای بردترک. فاصله این روستا تا مرکز شهر۱۵کیلومتر. 

## جمعیت
این روستا در دهستان خفری قرار دارد و براساس سرشماری مرکز آمار ایران در سال ۱۳۸۵، جمعیت آن ۱۵۷ نفر (۳۵خانوار) بوده‌است.